# Змееносец 162225−240515
Змееносец 162225−240515 (лат. Ophiuchus 162225−240515), также часто используются сокращения Змееносец 1622−2405 (лат. Oph 1622−2405) и Змееносец 1622 (лат. Oph 1622), — пара двух лёгких коричневых карликов, которые вращаются по взаимной орбите вокруг общего центра тяжести.
Оба коричневых карлика находятся в созвездии Скорпиона и удалены от Земли на расстояние 400 св. лет. Точная масса обоих объектов неизвестна, но она, вероятно, выше, чем 13 масс Юпитера. Возраст пары, по оценкам, составляет 5 млн лет.
Пара была обнаружена с помощью телескопов Европейской Южной обсерватории Ла-Сильи, Чили. Первоначально сообщалось о массе в районе 14 и 7 масс Юпитера, что отнесло бы данные объекты к классу планемо. Позднее, однако, была установлена более высокая масса объектов — примерно 13 масс Юпитера (оба компонента), что находится на самой грани планет и лёгких коричневых карликов.
Расстояние между парами — примерно 240 а. e., что в связи с небольшой массой коричневых карликов может оцениваться как очень большое, и их гравитационное взаимодействие крайне мало. Любой проход внешней звезды или внешнего коричневого карлика легко может полностью разрушить их гравитационную связь, в таком случае каждый из объектов будет существовать как самостоятельный объект.
Обнаружение системы коричневых карликов поставило под сомнение теорию о возможном захвате свободно плавающих планет различными другими звёздными системами: гравитационная связь такой планеты со звездой будет крайне слабой и при малейшем нарушении может разорваться.